# Maksim Notkin
Maksim Notkin (ruso: Максим Ноткин) (nacido el 11 de diciembre de 1963) es un Maestro Internacional y periodista de ajedrez ruso.
En 1993 empató por la primera plaza en el Groninga Open. En 1995 venció el Open Internacional en Aalborg. En 1996 terminó 1º-6º en Minsk.
Ha sido entrenador de la Selección de ajedrez de Venezuela (1999-2000).

## Partidas notables
Maksim Notkin - Pavel Dvalishvili, Moscú 1995 1.d4 Cf6 2.c4 e6 3.Cf3 b6 4.e3 Ab7 5.Ad3 Ab4+ 6.Cbd2 c5 7.a3 Axd2+ 8.Axd2 Ce4 9.Axe4 Axe4 10.Ac3 d5 11.dxc5 bxc5 12.Cd2 Axg2 13.Da4+ Rf8 14.Tg1 d4 15.exd4 Ac6 16.Dd1 cxd4 17.Ab4+ Rg8 18.Txg7+ Rxg7 19.Dg4+ Rf6 20.Dh4+ Rf5 21.Ae7 1-0
Maksim Notkin - Constantin Ionescu, Bucarest 1997 1.d4 Cf6 2.c4 e6 3.Cf3 b6 4.a3 Aa6 5.Dc2 Ab7 6.Cc3 c5 7.e4 cxd4 8.Cxd4 d6 9.Ae2 Cbd7 10.Ae3 Tc8 11.0-0 Dc7 12.f3 Ae7 13.a4 0-0 14.a5 a6 15.Rh1 d5 16.exd5 exd5 17.cxd5 De5 18.Cf5 Ac5 19.f4 Dc7 20.Af3 Axe3 21.d6 Db8 22.Axb7 Dxb7 23.Cxe3 b5 24.Dd1 Tc5 25.Dd4 b4 26.Ce2 Te8 27.Cg3 g6 28.f5 Ce4 29.Cg4 1-0